# История почты и почтовых марок Джерси
История почты и почтовых марок Джерси условно подразделяется на период функционирования британской почты (1794—1969) и период почтовой самостоятельности (c 1969), когда было создано почтовое ведомство Джерси и началась эмиссия собственных знаков почтовой оплаты для этого британского коронного владения и бейливика.
Современным почтовым оператором на Джерси является Jersey Post (Почта Джерси).

## Развитие почты

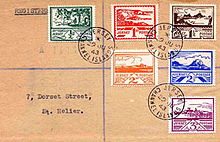
Конверт, прошедший почту и франкированный оккупационными марками Джерси (1943), которых выполнен художником Блэмпайд, Эдмунд

С 1840 года в почтовом обращении на Джерси были британские почтовые марки.
1 октября 1969 года острова бейливика Джерси обрели почтовую самостоятельность.

## Выпуски почтовых марок

### Первые марки
Первые почтовые марки с надписью англ. «Jersey» («Джерси») были выпущены локально в период оккупации острова немцами во время Второй мировой войны, в 1940—1945 годах.

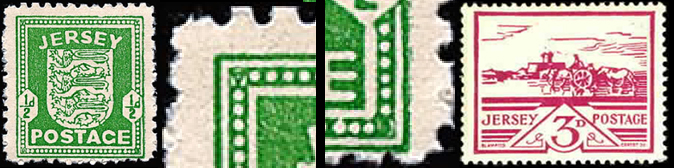
Оккупационные выпуски Джерси, 1941 и 1943(Sc #N1 и N8)

Региональный выпуск Джерси номиналом в 2½ пенса (1964). Художник Блэмпайд, Эдмунд

### Региональные выпуски
Впоследствии на Джерси в обращении были региональные почтовые марки Великобритании, предназначенные специально для использования на Джерси, но пригодные для оплаты почтового сбора на всей территории Великобритании. В частности, в период с 1958 по 1969 год здесь применялись региональные марки типа «Уайлдинг».
По данным Л. Л. Лепешинского (1967), всего в 1941—1963 годах было эмитировано девять почтовых марок для Джерси.

### Собственные выпуски
Джерси эмитирует собственные почтовые марки с 1 октября 1969 года.

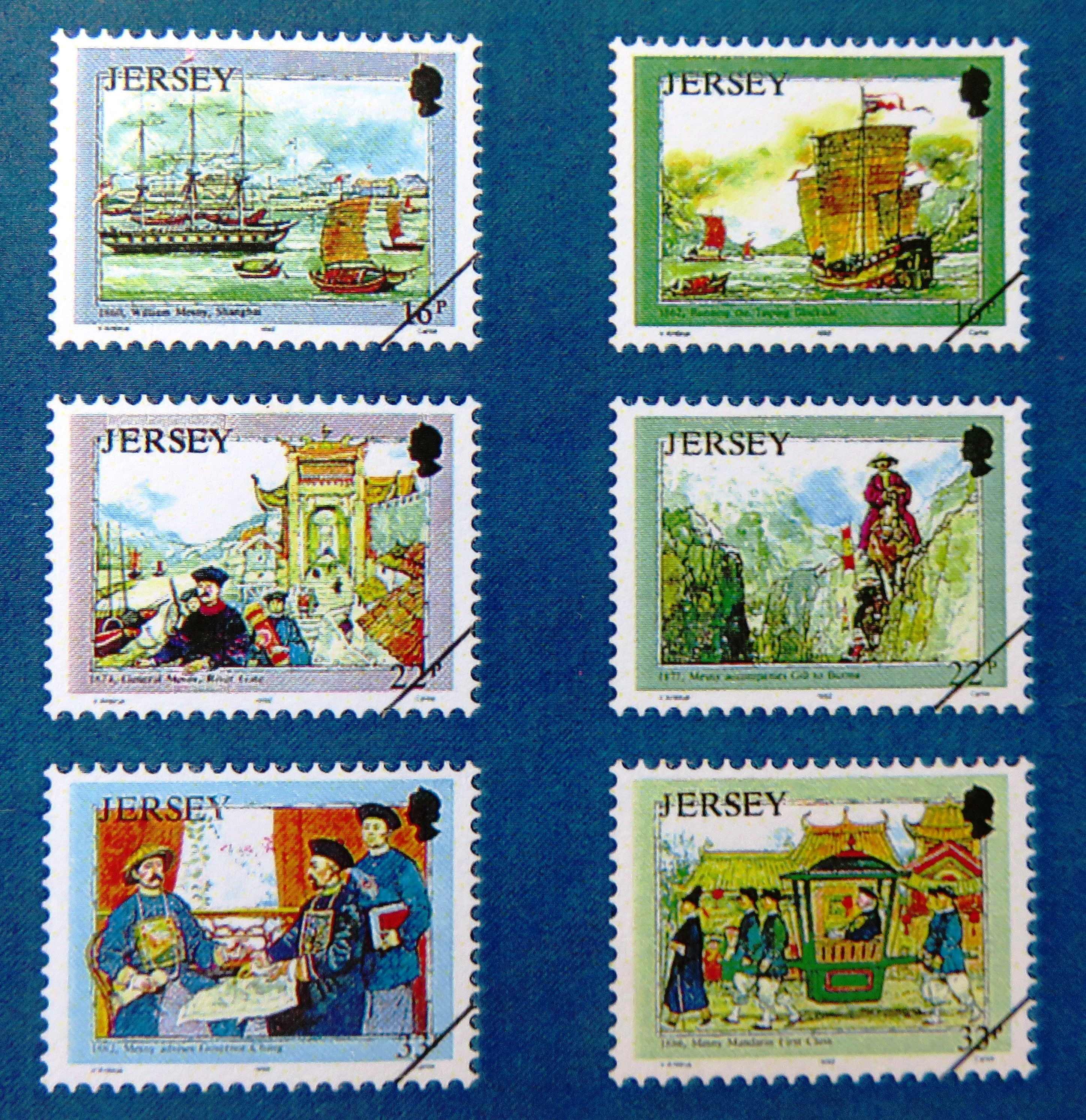
Коммеморативная серия марок Джерси в ознаменование 150-летия со дня рождения писателя Месни, Уильям (1999)

С 2014 года Джерси стал также выпускать почтовые марки «Post & Go» — тип британских марок печатающих автоматов, используемых в почтовых автоматах.

## Каталогизация
В английских каталогах «Стэнли Гиббонс» почтовым выпускам Джерси отводят место в «красных» томах для марок Великобритании и Содружества наций:

Каталог «Стэнли Гиббонс» (красный, 2001) для Великобритании и Содружества, на обложке которого в левом верхнем углу можно увидеть марку Джерси 2000 года, номиналом в 34 цента, из выпуска «Европа»

Кроме того, фирмой «Стэнли Гиббонс» издан «Специализированный каталог марок и почтовой истории Нормандских островов» («Stanley Gibbons Channel Islands Specialised Catalogue of Stamps and Postal History»), включая Джерси.

## Прочее
В 2012 году экспозиция временного цветника, увенченная большой копией двухфунтовой марки Джерси с портретом Елизаветы II, была удостоена серебряного позолоченного приза на ежегодной Выставке цветов в Челси, которая организуется Королевским садоводческом обществом. Создателями этой композиции, названной «The Queen's Diamond Jubilee» («Бриллиантовый юбилей королевы»), были члены общества из приходской церкви Сент-Хелиера, столицы Джерси.

Экспозиция «Бриллиантовый юбилей королевы» с увеличенной копией марки Джерси (2012)
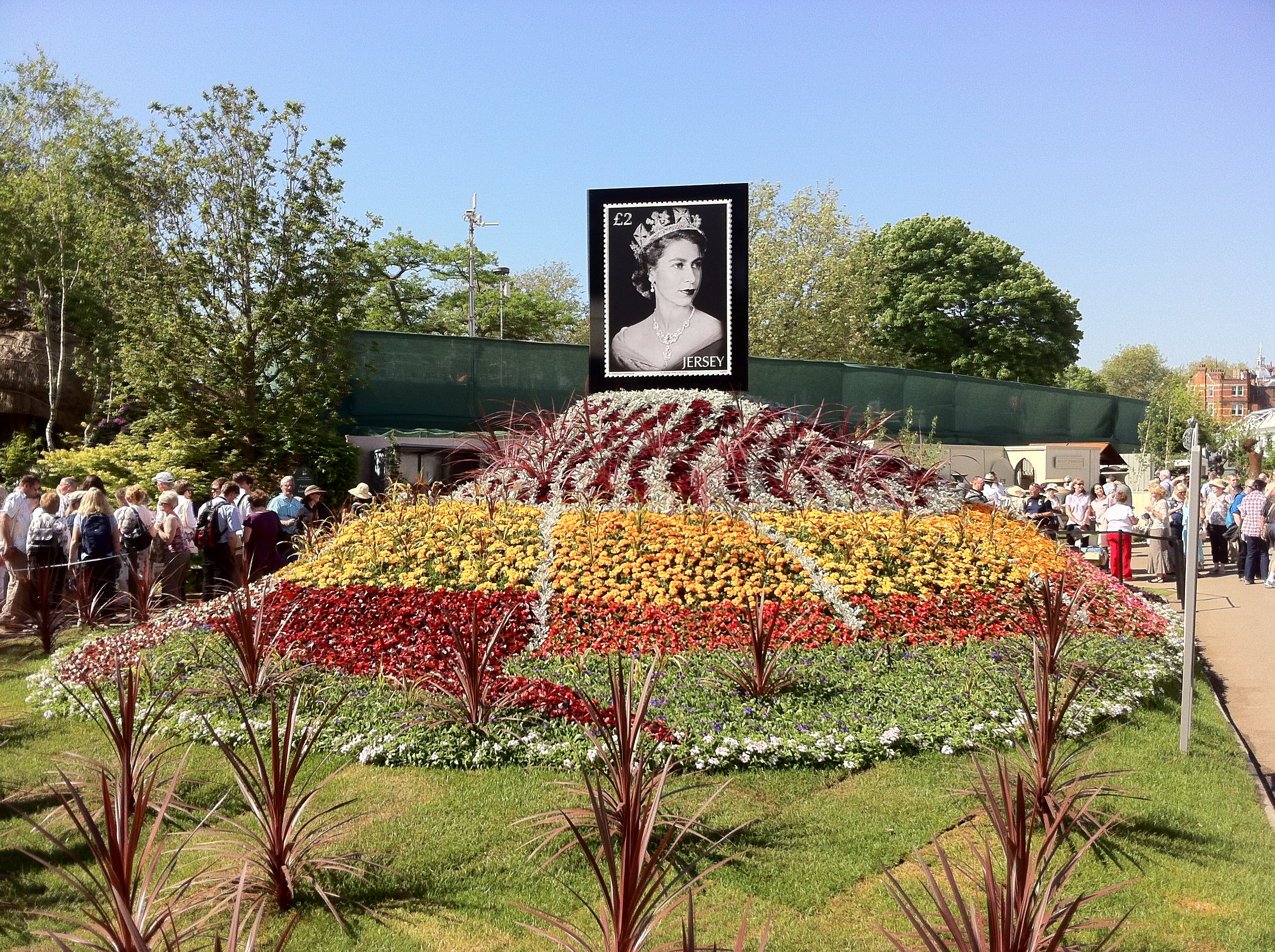
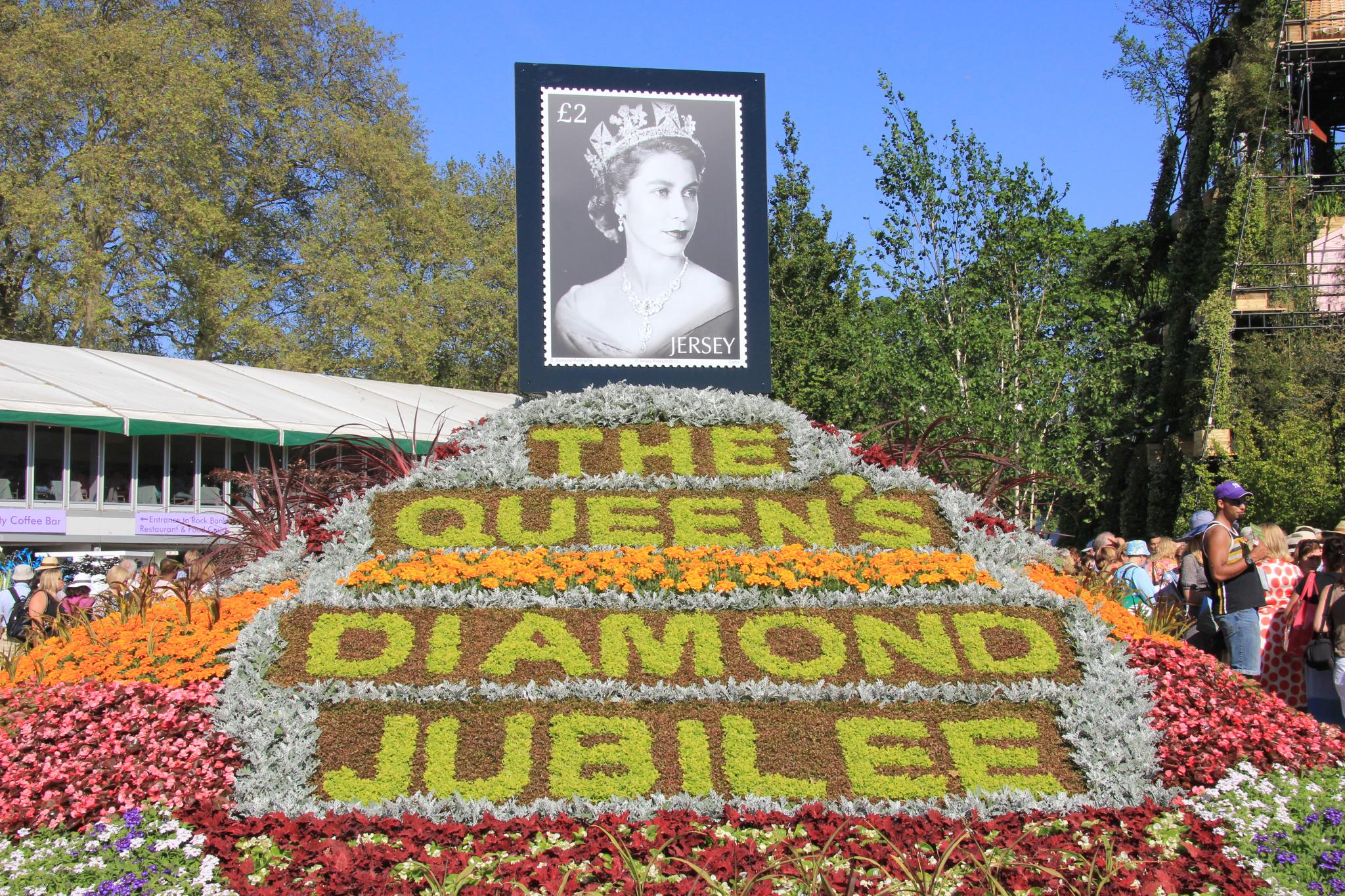